# Deoris
Els deoris (singular deori) és un dels principals grups ètnics tibetobirms dels estats indis del nord-est d'Assam i Arunachal Pradesh. Es refereixen a ells mateixos com "Jimochayan", que significa fills de Sun en la seva llengua materna. Històricament van viure a la zona de Sadiya, Joidaam, contraforts de Patkai i a les planes superiors o també anomenades com l'interior de la vall de Brahmaputra. Es va trobar poca informació en pocs llibres i registres oficials. La llengua deori pertany a la branca Boro-Garo de la família lingüística tibeto-birmana. La comunitat ha mantingut els seus trets racials, llengua, religió, contes populars i creences tradicionals al llarg dels segles. Es van dividir en Dibang-Diyongial (Dibongia), Midoyan/Tengapania, Luitugan/Borgoya, Patorgoya.